# Tajfun Goni (2020)

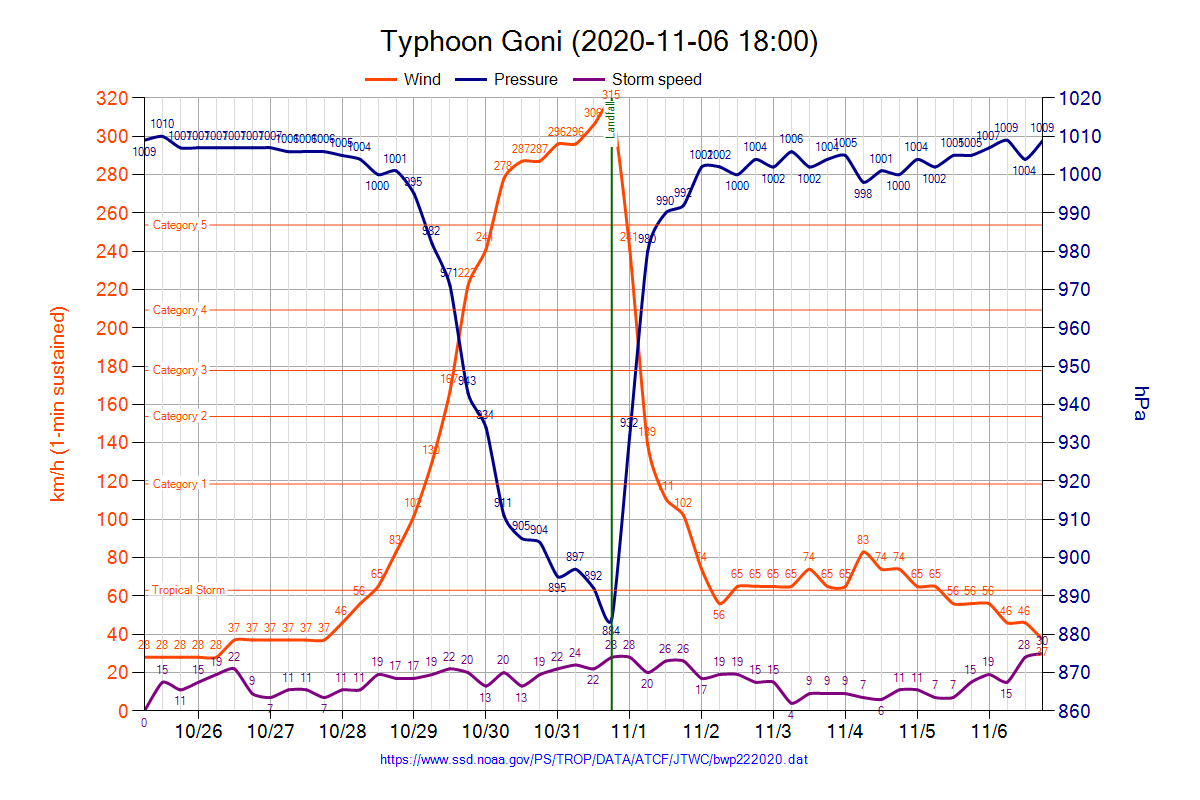

Tajfun Goni, na Filipínách známý jako Supertajfun Rolly, byla extrémně silná tropická cyklóna 5 kategorie, která se na Filipínách stala nejsilnější tropickou cyklónou co se týče průměrné rychlosti větru za minutu, která překonala dosavadní rekord tajfunu Haiyanem a Meranti. Jendalo se o devatenáctou pojmenovanou bouři, devátý tajfun a druhý supertajfun pacifické tajfunové sezóny 2020. Tajfun Goni vznikl jako tropická deprese jižně od Guamu dne 26. října 2020. Poté byl 27. října 2020 pojmenován jako Tropická bouře Goni. Nad Filipínským mořem velmi výrazně zesílil a dne 30. října 2020 se stal supertajfunem, který svými parametry odpovídal 5. kategorii Saffirovy–Simpsonovy stupnice. V této kategorii se udržel déle než den, než se dostal k ostrovu Catanduanes, kde zeslábl. Tajfunu v jeho největší síle dosahoval průměrné rychlosti větru za 10 minut 220 km/h, za 1 minutu pak 315 km/h a minimálního tlaku 905 hPa. Jednalo se o dosud nejsilnější tropický cyklón na světě v roce 2020 a jeden z nejintenzivnějších zaznamenaných tropických cyklónů vůbec.
Když tajfun dorazil k pobřeží Filipín, rychle zeslábl. Ve městě Legazpi však způsobil prudké záplavy a proudění laharu z nedaleké aktivní sopky Mayon. V regionu Bicol došlo k rozsáhlým výpadkům dodávky elektřiny a k poškození vedení. Těžce poškozeny byly také plodiny. V regionu bylo vystěhováno více než 390 000 z 1 milionu evakuovaných osob. Kvůli extrémní rychlosti větru ztratily střechu dokonce i dva evakuační úkryty. Trosky budov a dalších předmětů, stromy a sopečný lahar zablokovali silnice a zcela znepřístupnili most Basud. Dohromady si tajfun vyžádal nejméně 26 lidských životů a způsobil škody v hodnotě nejméně 392,5 milionů dolarů.
Poté, co se tajfun přesunul do západní části Filipínského moře, zeslábl v tropickou bouři. Bouře nabrala západní směr a dne 5. listopadu 2020 jako tropická deprese dorazila do Vietnamu, kam přinesla silný déšť a vítr. Krátce poté, co se tajfun od Filipín vzdálil, poskytla OSN a několik států Filipínám pomoc.

## Škody

### Filipíny
Dne 31. října 2020 ve 21:50 SEČ (1. listopadu 2020 4:50 místního času) se oko tajfunu dostalo nad ostrov Catanduanes, který zasáhl velmi prudký vítr. Nejméně 26 lidí zemřelo, 399 lidí bylo zraněno a 6 dalších bylo pohřešováno. Asi ve 125 městech byla přerušena dodávka elektřiny. Bouří bylo poškozeno přes 16 900 hektarů orné půdy. Odhaduje se, že bylo poškozeno až 66 000 tun rýže, kukuřice a dalších plodin. Ve své aktualizaci NDRRMC uvedlo, že v mnoha regionech byly poškozeny silnice, mosty, protipovodňové systémy, školy i vládní budovy.
Železniční i letecké spoje byly obnoveny den po uklidnění meteorologické situace.

### Vietnam
Dne 5. listopadu 2020 se tropická deprese Goni dostala nad pevninu v jižní části provincie Binh Dinh a stala se tak pátou tropickou cyklonou, která za posledních 30 dní Vietnam zasáhla. Osoba v provincii Quang Ngai byla 6. listopadu 2020 smetena silným proudem vody během záplav. Další námořník zmizel 6. listopadu 2020 poté, co se potopila loď, kterou řídil. Dvacet domů v provincii Quang Nam se zhroutilo do řeky a byla poškozena budova školy. V Binh Dinh bylo zničeno 22 domů v důsledku sesuvů půdy a poškozeno bylo i 108 hektarů orné půdy. Povodně zaplavily celkem 1 074 domů. Silnice v několika regionech, včetně částí dálnice Ho Chi Minh Highway, byly poškozeny erozí a sesuvy půdy.
Škody, které bouře Goni i následující Etau způsobily v provincii Binh Dinh byly vyčísleny na 23,5 milionů dolarů.